# كأس اليونان 1975–76
كأس اليونان 1975–76 (باليونانية: Κύπελλο Ελλάδος ποδοσφαίρου ανδρών 1975-76)‏ هو الموسم 34 من كأس اليونان. أشرف على تنظيمه الاتحاد الإغريقي لكرة القدم، وكان عدد الأندية المشاركة فيه 56، وفاز فيه نادي إيراكليس.